# Guido Cantelli
Guido Cantelli (Novara, Italia, 27 de abril de 1920-París, Francia, 24 de noviembre de 1956 en accidente aéreo) fue un joven director de orquesta italiano. Fue un discípulo predilecto de Arturo Toscanini y adquirió gran notoriedad internacional como director de orquesta.

## Biografía
Cantelli nació el 27 de abril de 1920 en Novara, en la región italiana de Piamonte.
Comenzó a estudiar música cuando aún era muy joven. Entre 1939 y 1941 estudió con Arrigo Pedrollo, y entre 1941 y 1942, con Giorgio Federico Ghedini y Antonino Votto. En 1940 inició su carrera de dirección y se graduó en el Conservatorio Giuseppe Verdi de Milán en 1943. Ese mismo año, dirigió con éxito una representación de La traviata en el Teatro Coccia. Además de director de orquesta, Cantelli fue también director artístico de la representación.
La carrera de Cantelli fue interrumpida por la Segunda Guerra Mundial, durante la cual fue obligado a servir en el ejército italiano y luego internado en un campo de trabajo alemán en Frankfurt debido a su abierta oposición a los nazis. Mientras estaba en Alemania, Cantelli fue internado en un campo de concentración en Szczecin (Polonia). Tras caer enfermo, fue repatriado a Italia en 1944, estableciéndose en Turín.
Tras el final de la guerra, retomó su carrera musical en Turín. Fue invitado a dirigir algunos conciertos con la Orquesta Sinfónica de la Radio de Milán. Riccardo Pick-Mangiagalli, director del Conservatorio de Milán, decidió que era el momento de presentar al joven director al gran público, organizando un concierto en la Corte Rocchetta del Castillo Sforzesco el 27 de julio de 1945, confiando a Cantelli la Orquesta de La Scala. El programa fue muy eficaz e incluyó, entre otras cosas, la Sinfonía n.° 6 de Chaikovski.
Tras el éxito del concierto del Castillo Sforzesco, Cantelli comenzó una exitosa carrera internacional. Esta carrera lo llevaría a los principales escenarios del mundo, donde dirigiría las más prestigiosas orquestas. Fue aclamado tanto por el público como por la crítica. Sin embargo, a pesar de todos los elogios y del éxito, la atención de Cantelli no se desvió de sus estudios. Continuó estudiando con "escrupuloso compromiso y profesionalismo", alentado por Arturo Toscanini. Toscanini lo vio dirigir en La Scala de Milán y quedó impresionado. Los resultados de estos estudios estilísticos de Cantelli maduraron el 21 de mayo de 1948, con un concierto que, en cierto modo, "marcó su definitiva consagración Scaligera y al mismo tiempo su entrada autorizada en el reducido número de grandes directores internacionales". Toscanini lo invitó a dirigir como invitado la Orquesta Sinfónica de la NBC en 1949. En una nota escrita a la esposa de Cantelli, Iris, en 1950 después de cuatro de estos conciertos, Toscanini dijo:
Estoy feliz y conmovido de informarles del gran éxito de Guido y de haberlo presentado a mi orquesta, que lo ama como yo. Esta es la primera vez en mi larga carrera que conozco a un joven tan talentoso. Llegará lejos, muy lejos.
Debutó en los Estados Unidos el 15 de enero de 1949, con un "encuentro de lo más positivo con el público neoyorquino". El 3 de enero de 1952 fue nuevamente acogido por el público estadounidense, dirigiendo la Filarmónica de Nueva York.
Después de dedicarse durante mucho tiempo a la música sinfónica, Cantelli quiso volver al repertorio lírico. El resultado de tal decisión fue una memorable representación de Così fan tutte dirigida por Cantelli en la Piccola Scala el 27 de enero de 1956. Cantelli, además de dirigir, también fue director de la ópera, en cuyo reparto figuraban nombres tan destacados como Elisabeth Schwarzkopf y Graziella Sciutti.

## Muerte
Fue nombrado director musical de La Scala el 16 de noviembre de 1956. Cantelli tenía previsto viajar a Estados Unidos para dirigir una serie de conciertos con la Orquesta Filarmónica de Nueva York, sin embargo falleció en un accidente de aviación en el aeropuerto de Orly en París, cuando el avión de la compañía italiana LAI, se estrelló poco después de despegar, tan sólo una semana después de ser nombrado director de La Scala, el 24 de noviembre. Tenía 36 años. Toscanini, que tenía problemas de salud y murió menos de dos meses después, no fue informado de su muerte.
En el momento de su muerte, Cantelli estaba siendo considerado como el próximo director musical de la Filarmónica de Nueva York, como sucesor de Dimitri Mitropoulos. Finalmente, el cargo fue asumido por Leonard Bernstein, que fue nombrado director de la Filarmónica en 1958.